# 石马岭洪豫墓
石马岭洪豫墓，位于中国广东省茂名市化州市东山镇博金石岭，为化州市文物保护单位，类型为古墓葬，公布时间为1986年7月。
石马岭洪豫墓的历史年代为明代。